# Hassan Ahmed Younis
Hassan Ahmed Younis (arabisch حسن أحمد يونس, DMG Ḥasan Aḥmad Yūnis; * 21. Februar 1943 in al-Mansura) ist ein ägyptischer Politiker.

## Leben
Hassan Ahmed Younis ist seit 1962 Bachelor of Science, seit 1965 Master of Science und wurde 1985 zum Doktor auf dem Gebiet der Kraftmaschinen an der Ain Shams University in Kairo promoviert.
Von 1969 bis 1972 wurde er als Systemadministrator beschäftigt, von 1972 bis 1975 wurde er als Programmierer beschäftigt. Von 1975 bis 1978 leitete er den Bau und den Betrieb der thermischen Elektrizitätswerke in Ägypten. Und von 1979 bis 1982 vertrat er schließlich die Egyptian Electricity Authority in den Vereinigten Staaten von Amerika, deren Aufgaben in der Folge das Egypt Commissions National Energy Control Center übernahm.
Von 1983 bis 1988 war er Geschäftsführer der Ägyptischen Elektrizitätsversorgung, und von 1988 bis 1992 war er Generalinspekteur, der Ägyptischen Energieaufsichtsbehörde.
Von März bis November 2001 war er Vorsitzender der Electricity Holding Company zu welcher der operative Teil der ägyptischen Elektrizitätsgesellschaft privatisiert worden war. Er war im universitären Bereich tätig und auf zahlreichen Konferenzen zur Energiepolitik des Mittelmeerraumes.
Am 22. November 2001 wurde er von Husni Mubarak in das Kabinett Abaid als Minister für Elektrische Energie berufen; ein Amt, das er auch in den Kabinetten Nazif, Shafik und Scharaf ausübte und bis zur Ablösung des Zweiten Kabinetts el-Ganzuri durch dessen Nachfolgeregierung innehatte.
Er ist verheiratet und hat drei Söhne.
| Vorgänger                         | Amt                                                                               | Nachfolger     |
| --------------------------------- | --------------------------------------------------------------------------------- | -------------- |
| Oct. 9, 1999: Ali Falmi El-Saiedi | Ägyptischer Minister für Elektrische Energie 22. November 2001 bis 2. August 2012 | Mahmoud Balbaa |